# Cartel Land
Pour plus de détails, voir Fiche technique et Distribution.
Cartel Land est un film américain réalisé par Matthew Heineman, sorti en 2015.

## Synopsis
Le documentaire s'intéresse à la guerre de la drogue au Mexique au niveau de la frontière des États-Unis.

## Fiche technique
- Titre : Cartel Land
- Réalisation : Matthew Heineman
- Musique : Jackson Greenberg et H. Scott Salinas
- Photographie : Matthew Heineman et Matt Porwoll
- Montage : Matthew Hamachek, Matthew Heineman, Bradley J. Ross et Pax Wassermann
- Production : Matthew Heineman et Tom Yellin
- Société de production : A&E IndieFilms, Our Time Projects, The Documentary Group et Whitewater Films
- Société de distribution : The Orchard (États-Unis)
- Pays de production :  États-Unis
- Genre : Documentaire
- Durée : 100 minutes
- Date de sortie : 
  - États-Unis : 3 juillet 2015

## Récompenses et distinctions
- Le film a été nommé à l'Oscar du meilleur film documentaire[1].